# アルフォンソ・オラソ
アルフォンソ・オラソ・アナビタルテ（Alfonso Olaso Anabitarte、1910年3月17日 - 1937年12月17日）は、スペイン・ビジャボナ出身の元サッカー選手。ポジションはディフェンダー。
1920年代に兄のルイス・オラソとともにアトレティコ・マドリードなどで活躍した選手だったが、1937年のスペイン内戦によって命を落とした。1927年にイタリアとの親善試合でスペイン代表デビューを果たしている。